# Советско-партийные школы
Советско-партийные школы — учебные заведения КПСС (ВКП(б) до 1952 г.) для подготовки кадров партийных и советских, пропагандистских работников сельских районов. Давали среднее партийно-политическое образование и специальность экономиста-организатора, агронома-организатора, зоотехника-организатора. В Советско-партийные школы по рекомендации партийных комитетов принимались члены КПСС: партийные, советские и комсомольские работники, рабочие и колхозники, активно участвующие в общественно-политической жизни. Был установлен 2-летний срок обучения для лиц со средним образованием — 2 года, с восьмилетним — 3 года.

## Из истории
История партийных учебных заведений СССР начинается с большевистской партийной школы в Лонжюмо (близ Парижа), в создании и деятельности которой летом 1911 года активно участвовал В. И. Ленин. В школе, кроме Ленина, преподавали И. Ф. Арманд, М. К. Владимиров, А. В. Луначарский, Н. А. Семашко и др. Занятия в этой школе велись с учётом конкретных задач подпольной работы в России. Среди слушателей школы были известные деятели РСДРП(б), будущие активные участники революции 1917 года Г. К. Орджоникидзе, Б. А. Бреслав, Я. Д. Зевин, И. В. Присягин, И. И. Шварц, С. М. Семков и др.

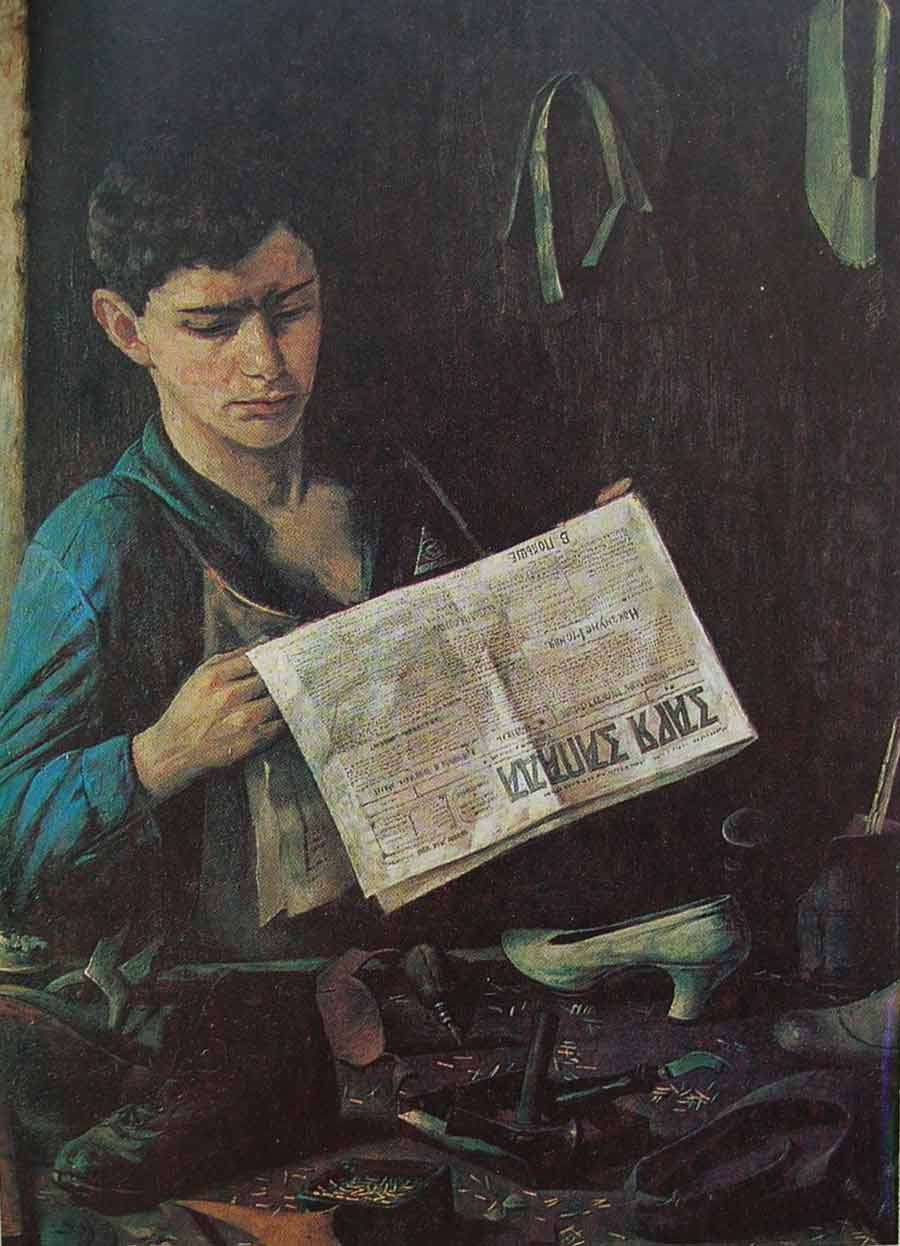
Сапожник-комсомолец, читающий газету. 1925

После прихода к власти в октябре 1917 года большевики создают в крупных городах краткосрочные курсы по подготовке пропагандистов и организаторов Советской власти, положившие начало планомерной подготовке партийных и советских кадров. Одновременно велось массовое политическое просвещение трудящихся в свободное от их основной работы время. Эти школы зачастую становились школами по ликвидации неграмотности. Руководство коммунистической партии считало неграмотного человека аполитичным, а потому бесполезным, даже вредным в деле строительства социализма.
В июне 1918 года в Москве были открыты агитационно-пропагандистские курсы при ВЦИК. В январе 1919 года на его базе создается школа советской работы для подготовки уездных и волостных партийных и советских работников.
В марте 1919 года по решению VIII съезда РКП (б) на базе этой школы создаётся Центральная школа партийной и советской работы, переименованная во второй половине 1919 года в Коммунистический университет имени Я. М. Свердлова. Это было первое партийное учебное заведение высшего типа, на которое возлагалась подготовка высококвалифицированных кадров партийных, советских, профсоюзных работников, пропагандистов и лекторов. Сроки обучения в университете были с 1921 года— 3 года, с 1925 года — 4 года. Главное место в программе Коммунистического университета занимали общественно-политические дисциплины. Учитывая низкий образовательный уровень слушателей, большое значение придавалось изучению естественных наук, программа предусматривала изучение русского языка, арифметики, алгебры, геометрии др. Слушателям прививались навыки самостоятельной работы. Большое внимание уделялось изучению марксистско-ленинской теории. 11 июля 1919 года лекцию «О государстве» в Коммунистическом университете прочитал В. И. Ленин. При университете в разное время создавались краткосрочные курсы, вечерний, воскресный и заочный университеты, вечерняя советско-партийная школа, образцовая школа политграмоты и др. Опыт работы и учебные программы этого университета были положены в основу системы партийных учебных заведений страны.
В Москве в 1921—1936 годы работали специальные партийные учебные заведения, готовившие национальные кадры, в том числе и из других стран.
На местах работали советско-партийные школы, с 1923 в ряде крупных городов страны были организованы коммунистические университеты.
С 1920 начали функционировать областные Советско-партийные школы с годичным, губернские — с 6-месячным и уездные — с 4-месячным сроком обучения.

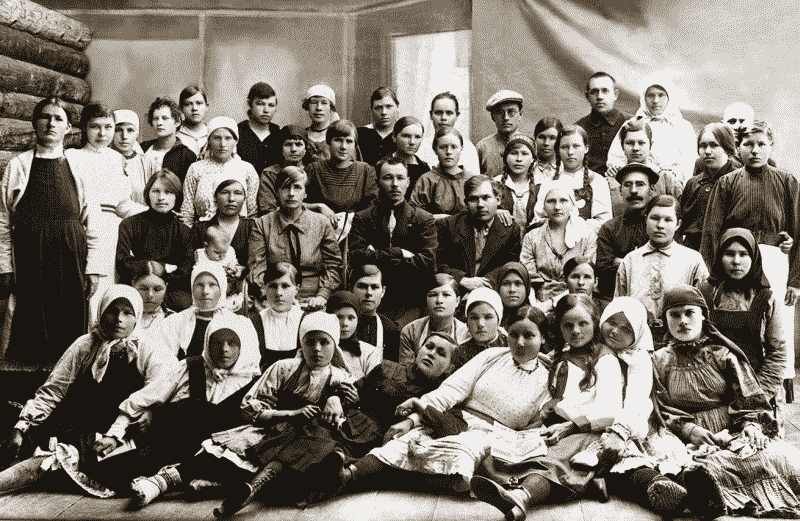
Слушательницы женских курсов для активисток в Чувашии.1925 г.

X съезд РКП (б) (1921) определил программу подготовки партийных и советских работников. Создавалась система Советско-партийных школ: уездных (с сокращёнными программами), губернских (с двумя-тремя выпусками в год), областных — повышенного типа и коммунистических университетов — высших партийных школ.
К концу восстановительного периода (1925) насчитывалось 179 уездных и 67 губернских Советско-партийных школ, в которых обучалось свыше 26 тыс. чел.
Содержание работы и профиль подготовки кадров в Совпартшкол менялись в зависимости от задач, решаемых партией.
В период подготовки и проведения коллективизации сельского хозяйства (конец 1920-х- нач.1930-х) Совпартшколы готовили главным образом пропагандистских работников, секретарей сельских партячеек (партийных организаций). В период индустриализации (в 1930-х) Совпартшколы строились по производственному принципу — вели подготовку кадров низовых работников как для промышленности, так и для сельского хозяйства.
Учёба партийных и советских кадров не прекращалась и в годы Великой Отечественной войны (1941—1945), но работа совпартшкол была подчинена условиям военного времени.
В 1955—1957 годы на базе ликвидированных 3-годичных партийных и средних сельскохозяйственных школ по подготовке председателей колхозов были созданы 52 Совпартшколы. Они стали готовить руководящие кадры для колхозов, партийных и советских работников для сельских районов. В связи с общим ростом образовательного уровня населения и возросшей потребностью в кадрах партийных и советских работников с высшим образованием часть совпартшкол была упразднена.
С 1968 годы Совпартшколы работали по новым учебным программам. Слушатели этих школ обычно уже имели среднее или высшее профессиональное образование, поэтому было увеличено время на изучение истории КПСС, марксистско-ленинской философии, научного коммунизма, политической экономии, партийного и советского строительства, государственного права, научной организации и экономического анализа сельскохозяйственного производства, социальной психологии и педагогики.
В 1955—1974 годы Совпартшколы окончило более 60 тысяч человек. В 1974—1975 учебном году действовало 16 Совпартшкол, в которых обучалось около 3800 слушателей.
Советско-партийные учебные заведения прекратили существование после распада СССР. На базе некоторых из них были созданы другие учебные заведения (например, академии государственной службы и управления).